# Continu proces
Een continu proces of flowproces is in de procestechnologie van een proces dat zonder onderbreking verloopt.
De procestechnologie was vanouds meestal gebaseerd op batchprocessen. Hierbij wordt een reactievat, volgens een bepaalde receptuur, met ingrediënten gevuld die daarna een proces ondergaan, bijvoorbeeld verhitting of roeren. Een voorbeeld uit de dagelijkse praktijk is het koken in de keuken of het wassen in een wasmachine.
Nadelen van batchprocessen zijn gewoonlijk dat ze onder meer een opstartfase kennen, arbeidsintensief, moeilijk te automatiseren, slecht regelbaar, slecht reproduceerbaar, inefficiënt met grondstoffen en inefficiënt met energie zijn. Ook kunnen er veiligheidsproblemen optreden. Procesparameters als temperatuur en druk veranderen in de tijd.
Door het proces zo vorm te geven dat de ingrediënten door een reactievat stromen waarin de procesparameters optimaal ingesteld worden, kan het proces continu plaatsvinden. De ingrediënten worden daarbij continu aangevoerd en het product wordt continu afgevoerd. Op een bepaalde plaats in het vat zijn deze parameters dan stationair, dat wil zeggen ze veranderen niet in de tijd. Het stromende product heeft, nadat dit het reactievat heeft doorlopen, de gewenste eigenschappen.
Continue processen worden niet alleen voor chemische, maar ook voor fysische processen gebruikt, zoals bij warmtewisselaars waarin warmte wordt overgedragen tussen twee continu stromende media.
Sommige processen zijn weliswaar batchprocessen, maar hebben kenmerken van continue processen. Dit treft men onder meer aan in de discrete productie, waarbij men een stroom van vrijwel identieke discrete producten via een lopende band aan een aantal processen onderwerpt of in een tunnel een proces laat ondergaan.